# Robert Malval
Robert Malval (nascido em 11 de julho de 1943) foi o primeiro-ministro do Haiti de 30 de agosto de 1993 a 8 de novembro de 1994.
Um industrialista e líder empresarial de ascendência libanesa, Malval foi nomeado em 16 de agosto de 1993 pelo presidente no exílio, Jean-Bertrand Aristide, que deu a Malval o encargo de conciliar os partidos rivais. Ele afrontou o presidente apoiado pelo Exército, Émile Jonassaint. Em dezembro de 1993, ele renunciou ao cargo e criticou Aristide como uma figura "errática" que estava dificultando os esforços para resolver a crise política.
Seu antecessor foi Marc Bazin e seu sucessor foi Smarck Michel.